# Goniothalamus lancifolius
Goniothalamus lancifolius är en kirimojaväxtart som beskrevs av Elmer Drew Merrill. Goniothalamus lancifolius ingår i släktet Goniothalamus och familjen kirimojaväxter. Inga underarter finns listade i Catalogue of Life.